# John Allen Chau
John Allen Chau (Scottsboro, 18 de dezembro de 1991 – Sentinela do Norte, 17 de novembro de 2018) foi um missionário cristão evangélico estadunidense que foi morto pelos sentineleses, uma tribo isolada, depois de viajar ilegalmente para a ilha Sentinela do Norte e experimentar vários encontros hostis durante vários dias na tentativa de apresentar a tribo ao Cristianismo.

## Início de vida
Chau nasceu em 18 de dezembro de 1991, em Scottsboro, Alabama, o terceiro e mais novo filho de Lynda Adams-Chau, organizadora do Chi Alpha, e Patrick Chau, um psiquiatra sino-americano que deixou a China durante a Revolução Cultural. Chau cresceu em Vancouver, Washington e frequentou a escola secundária cristã de Vancouver. Ele admirava vários exploradores e missionários, incluindo David Livingstone e Bruce Olson.
Ele frequentou a Universidade Oral Roberts em Oklahoma, onde treinou o time de futebol da universidade, e se formou cum laude em 2014 com Bacharelado em Ciências do Exercício.
Antes de 2018, Chau participou de viagens missionárias ao México, África do Sul e Curdistão iraquiano. Ele viajou pela primeira vez para as Ilhas Andamão em 2015 e 2016 como parte de suas viagens missionárias, mas não visitou a Sentinela do Norte naquela época.

## Contato com sentineleses e morte
Em 2017, Chau participou de um "campo de treinamento" missionário feito pela organização evangélica All Nations, com sede em Kansas City. De acordo com uma reportagem do The New York Times, o treinamento incluía navegar em uma falsa aldeia nativa habitada por membros da equipe missionária que fingiam ser nativos hostis, empunhando lanças falsas. Durante aquele ano, ele teria manifestado seu interesse em converter os sentineleses.
Em outubro de 2018, Chau viajou e estabeleceu a sua residência em Porto Blair, capital das ilhas Andamão e Nicobar, onde preparou um kit de contacto inicial incluindo cartões ilustrados para comunicação, presentes para os sentineleses, equipamento médico e outras necessidades. Em agosto de 2018, o Ministério do Interior indiano retirou 29 ilhas habitadas em Andamão e Nicobar do regime de Permissão de Área Restrita, numa tentativa de promover o turismo. No entanto, visitar a Sentinela do Norte sem permissão do governo permaneceu ilegal de acordo com o Regulamento das Ilhas Andamão e Nicobar (Proteção das Tribos Aborígenes) de 1956.
Em novembro, Chau embarcou em uma viagem para a Sentinela do Norte, que ele pensou que poderia ser "a última fortaleza de Satanás na Terra", com o objetivo de contatar e viver entre os sentineleses. Em preparação para a viagem, ele foi vacinado e colocado em quarentena, e também recebeu treinamento médico e linguístico.
Chau pagou a dois pescadores 25 mil rupias indianas (335,47 dólares) para levá-lo para perto da ilha. Os pescadores foram posteriormente presos.
Chau expressou um desejo claro de converter a tribo e estava ciente dos riscos legais e mortais que corria com seus esforços, escrevendo em seu diário: "Senhor, esta ilha é o último reduto de Satanás, onde ninguém ouviu falar ou mesmo teve a chance de ouvir seu nome?", "A vida eterna desta tribo está próxima" e "Acho que vale a pena declarar Jesus a essas pessoas. Por favor, não fiquem zangado com eles ou com Deus se eu for morto ... Não recuperem meu corpo."
Em 15 de novembro, Chau tentou sua primeira visita em um barco de pesca, que o levou a cerca de 500–700 metros da costa. Os pescadores avisaram Chau para não ir mais longe, mas ele navegou em uma canoa em direção à costa com uma Bíblia à prova de água. Ao se aproximar, ele tentou se comunicar com os sentineleses e oferecer presentes, mas recuou após enfrentar respostas hostis.
Em uma outra visita, Chau registou que os sentineleses reagiram a ele com uma mistura de diversão, perplexidade e hostilidade. Ele tentou cantar-lhes canções de adoração e falou-lhes em xossa (uma língua falada na África Austral), após o que muitas vezes ficaram em silêncio. Outras tentativas de comunicação terminaram com eles caindo na gargalhada. Chau afirmou que eles se comunicavam com "muitos sons agudos" e gestos. Eventualmente, de acordo com a última carta de Chau, quando ele tentou entregar peixes e presentes, um menino disparou uma flecha com ponta de metal que perfurou a Bíblia que ele segurava na frente do peito, após o que ele recuou novamente.
Em sua última visita, em 17 de novembro, Chau instruiu os pescadores a abandoná-lo. Mais tarde, os pescadores viram os sentineleses arrastando o corpo de Chau e, no dia seguinte, viram seu corpo sendo enterrado na costa.

## Consequências e reações
Ao saber da morte de Chau, os pescadores voltaram ao Porto Blair e entregaram o diário de Chau ao seu amigo, também pregador cristão, residente na capital. Ele informou a família de Chau nos Estados Unidos, que contatou o Consulado Geral dos Estados Unidos em Chenai para obter assistência. O governo de Andamão foi notificado em 19 de novembro. Em 21 de novembro, o Diretor Geral da Polícia emitiu uma declaração sobre as restrições ao acesso público à Sentinela do Norte.
Apesar dos esforços das autoridades indianas, que envolveram um encontro tenso com a tribo, o corpo de Chau não foi recuperado. As autoridades indianas fizeram várias tentativas para recuperar o corpo, mas acabaram abandonando esses esforços. Um antropólogo envolvido no caso disse ao The Guardian que o risco de um confronto perigoso entre os investigadores e os sentineleses era demasiado grande para justificar quaisquer novas tentativas. Um caso de assassinato foi aberto após sua morte.
Chau foi criticado pela Survival International, entre outros, por visitar a ilha, apesar da possibilidade de introdução de patógenos nos sentineleses nativos, para os quais poderiam ter sido mortais, uma vez que era provável que os nativos não tivessem sido previamente expostos a doenças de fora da ilha. A All Nations, a organização evangélica que treinou Chau, foi criticada nas redes sociais por descrever Chau como um mártir enquanto expressava condolências pela morte do mesmo. O pai de Chau também culpou a comunidade missionária pela morte de seu filho por inculcar uma visão cristã extrema dentro de Chau.
Em resposta à morte de Chau, M. Sasikumar, do Instituto de Estudos Asiáticos Maulana Abul Kalam Azad, questionou a acusação legal de assassinato e o que ele percebeu como uma versão romantizada do incidente na mídia. Ele escreveu que o incidente deveria, em vez disso, servir como um aviso de que a política de "somente olhos" em relação aos sentineleses precisa ser aplicada com mais rigor e incluir os pescadores locais, a fim de evitar uma repetição.
Michael Schönhuth, professor de antropologia cultural na Universidade de Trier, Alemanha, considerou a resposta da mídia ao assassinato de Chau de interesse cultural; ele escreveu que as narrativas que surgiram faziam parte de uma discussão mais ampla sobre a relação adequada entre o mundo moderno e o restante povos indígenas isolados. Schönhuth escreveu que o contacto com grupos de pessoas isoladas, como os sentineleses, ainda continua a ser um assunto controverso, mesmo entre especialistas. No entanto, o contacto descontrolado, como no caso de Chau, é proibido devido ao risco significativo de infecções letais contra o sistema imunitário desprotegido de comunidades isoladas.
O documentário The Mission, de 2023, retrata a vida de Chau e os eventos que levaram à sua morte.